# Angels’ share
Angels’ share, auch Angels’ dram, zu Deutsch etwa ‚Engelsanteil‘ bzw. ‚Schluck der Engel‘, ist ein Begriff aus der Whiskybrennerei (wird teilweise jedoch auch im Weinbau sowie bei der Rum- und Cognac-Herstellung verwendet) und bezeichnet den Anteil des Whiskys, der im Laufe seiner Lagerung aus dem Fass verdunstet. Die verdunstete Flüssigkeit besteht dabei aus einem Teil Wasser sowie einem Teil Ethanol (Trinkalkohol). Wie hoch der Anteil ist, hängt dabei von mehreren Faktoren ab, vor allem der Umgebungstemperatur, der Luftfeuchtigkeit sowie der Art, dem Alter und der Größe des verwendeten Fasses.
In Schottland und Irland, wo die Luftfeuchtigkeit sowie Umgebungstemperatur relativ konstant sind, beträgt der Angels’ Share im Durchschnitt 1 bis 3 % pro Jahr. In Gebieten wie Taiwan, wo das Klima stark schwankt und weit höhere Temperaturen erreicht werden, kann der Angels’ Share 4- bis 5-mal höher sein.
Die Höhe der Luftfeuchtigkeit entscheidet auch darüber, ob eher mehr Wasser oder mehr Alkohol verdunstet. So verdunstet bei schottischen Whiskys aufgrund des dort vorherrschenden feuchten Klimas mehr Alkohol, der Whisky wird mit der Zeit also immer alkoholärmer. Allerdings erfordern Bestimmungen des britischen Amtes für Zölle und Verbrauchssteuern, den Verdunstungsanteil des Alkohols auf 2,5 % pro Jahr zu begrenzen. Da das Klima in den USA deutlich trockener als in Schottland ist, verdunstet in den dort gelagerten Bourbon-Fässern ein höherer Wasseranteil, so dass der Whiskey dort mit der Zeit eher an Alkoholgehalt gewinnt.
Trocknungsverluste anderer Waren werden mit dem veraltenden Begriff Kalo (von ital. calo = Rückgang, Schwund, Abnahme) bezeichnet.

## Einfluss des Angels’ Share auf die Reifung
Durch die Verdunstung des Angels’ Share wird innerhalb des Fasses Raum frei. Dieser Raum füllt sich während der Reifung mit Sauerstoff. Der Sauerstoff setzt dabei die sogenannte Oxidative Reifung in Gang. Bei diesem Prozess reagiert der Sauerstoff mit dem Destillat, was Einfluss auf die Spirituose in Hinblick auf Farbe, Geschmack und Aroma hat.

## Probleme durch den Angels’ Share
- Finanzieller Faktor: Da die Flüssigkeit innerhalb des Fasses jedes Jahr stetig abnimmt, spielt der Angels’ Share für die Destillerien besonders finanziell eine große Rolle. Je länger ein Whisky im Fass reift, desto weniger kann aus dem Fass gewonnen werden.
- Sinkender Alkoholgehalt: Da der Alkoholgehalt durch die Verdunstung über die Jahre immer weiter abnimmt, muss darauf geachtet werden, dass dieser nicht unter die vom Gesetzgeber vorgeschriebenen 40 % für Whisky fällt.
- Baudoinia compniacensis: Dieser Pilz wächst in der Nähe von Destillerien aufgrund des Angels’ Shares und dem damit verbundenen Alkohol in der Luft besonders gut, was zu schwarzen Verfärbungen an den Lagerhäusern und umliegenden Häusern führt.[1]